# Mellanhjärna

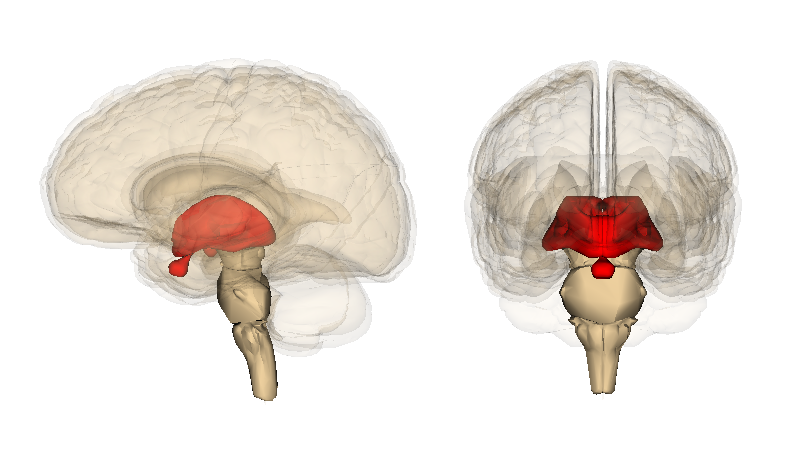
Mellanhjärnans (rödmarkerad) position i förhållande till hela hjärnan.

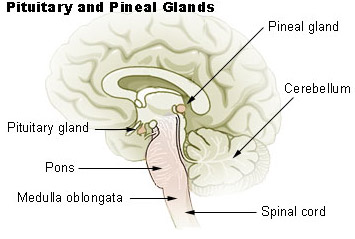
Hypofysen (pituitary gland) samt tallkottskörteln (pineal gland) samt dess position i hjärnan.

Diencephalon (mellanhjärnan) en del av hjärnan som omfattar bland annat talamus och hypotalamus. Den omges nästan helt av telencephalon (storhjärnan) och båda utvecklas ur den främst belägna ursprungliga hjärnblåsan, prosencephalon. En minoritet inräknar diencepahlon i hjärnstammen (truncus encephali). 

## Strukturer
Mellanhjärnan kan delas in i fem strukturer:
- Talamus, även kallad synhögen. En betydelsefull mottagningscentral för uppåtgående impulser från ryggmärgen och hjärnstammen. Har även ett flertal mindre kärnor som fungerar som omkopplingsstationer för sensoriska stimuli, som sedan förs vidare till hjärnbarken.
- Hypotalamus, som håller de pariga vårtkropparna (corpora mamillaria) samt hypofysstjälken och hypofysens baklob. Är ett område som reglerar kroppens endokrina system. Hypotalamus är viktig för att upprätthålla homeostas, och kontrollerar därför funktioner som ger upplevelse av basala överlevnadsdrifter, som hunger, törst, och dygnsrytm.
- Epitalamus, som håller tallkottkörteln (även kallad epifysen) samt habenula. Tallkottkörteln producerar neurohormonet melatonin, som är viktigt för dygnsrytmen. Tallkottskörteln befinner sig posteriort om thalamus.
- Subtalamus, eller "ventrala talamus". Innehåller nucleus subthalamicus.
- Metatalamus, även känd som knäkropparna.